# Euphorbia herrei
Euphorbia herrei är en törelväxtart som beskrevs av A.C.White, R.A.Dyer och Boyd Lincoln Sloane. Euphorbia herrei ingår i släktet törlar, och familjen törelväxter. Inga underarter finns listade i Catalogue of Life.